# Новомихайлівка (Запорізький район)
Новомиха́йлівка —  село в Україні, у Комишуваській селищній громаді Запорізького району Запорізької області. До 2016 орган місцевого самоврядування - Щасливська сільська рада.

## Географія
Село Новомихайлівка знаходиться на відстані 2 км від селища Калинівка.

## Історія
- 1886 - дата заснування.
- 7 (20) листопада 1917 року, відповідно до Третього Універсалу Української Центральної Ради, увійшло до складу Української Народної Республіки[1].
- 12 червня 2020 року, відповідно до Розпорядження Кабінету Міністрів України від № 713-р «Про визначення адміністративних центрів та затвердження територій територіальних громад Запорізької області», увійшло до складу Комишуваської селищної територіальної громади.[2]
- 19 липня 2020 року, в результаті адміністративно-територіальної реформи та ліквідації Оріхівського району, село увійшло до складу Запорізького району[3].